# Sergio Molina Beloquí
Sergio Molina Beloquí (nascut el 18 de febrer de 1996) és un futbolista espanyol que juga com a migcampista central al FC Andorra.

## Carrera de club
Nascut a Madrid, Molina es va incorporar a l'equip juvenil del Reial Madrid l'any 2005 a l'edat de nou anys, després d'iniciar-lo a l'EF Alcobendas. El 4 d'agost de 2015, va signar un contracte de tres anys amb l'Stoke City de la Premier League, sent inicialment assignat a la selecció sub-21.
Molina també va participar amb la selecció sub-23 a la Premier League 2 i al Trofeu EFL. Va fer el seu debut en aquesta darrera competició el 4 d'octubre de 2016, començant com a titular en una derrota per 1–3 fora de casa contra el Morecambe.
El 30 de gener de 2017, Molina va tornar al seu país d'origen després d'acordar un contracte de dos anys i mig amb l'Albacete Balompié de Segona Divisió B. Va debutar amb el club el 12 de febrer, substituint Héctor Hernández a la segona part en una victòria a casa per 1-0 contra la SD Amorebieta, i va participar en dos partits més, en una temporada en què el seu club va aconseguir l'ascens a Segona Divisió
El 16 d'agost de 2017, Molina va ser cedit al CDA Navalcarnero de tercera categoria, per un any. El 27 de juliol de l'any següent va passar al seu equip de lliga Salamanca CF UDS, també amb un contracte temporal.
El 23 d'octubre de 2019, Molina va tornar a Salamanca amb contracte indefinit. El 22 de juny de 2021, va passar al FC Andorra de Primera Divisió RFEF i va acabar la seva primera temporada amb dos gols en 37 partits en total, en què el club va aconseguir el primer ascens a la segona divisió.
Molina va fer el seu debut com a professional el 15 d'agost de 2022, començant com a titular en una victòria fora de casa per 1-0 contra el Real Oviedo. Va marcar el seu primer gol com a professional el 17 de setembre, el primer gol en una victòria a casa per 2-0 davant la SD Eibar.
El 2 de juny de 2023, Molina va renovar el seu contracte amb els Tricolors fins al 2025.